# Pemangkat
Pemangkat är en ort i Indonesien.   Den ligger i provinsen Kalimantan Barat, i den nordvästra delen av landet, 900 km norr om huvudstaden Jakarta. Pemangkat ligger 1 meter över havet och antalet invånare är 34 029.
Terrängen runt Pemangkat är huvudsakligen platt, men den allra närmaste omgivningen är kuperad. Havet är nära Pemangkat åt nordväst. Runt Pemangkat är det tätbefolkat, med 383 invånare per kvadratkilometer. Det finns inga andra samhällen i närheten. Omgivningarna runt Pemangkat är en mosaik av jordbruksmark och naturlig växtlighet.